# St-Caprais (Castillon-du-Gard)

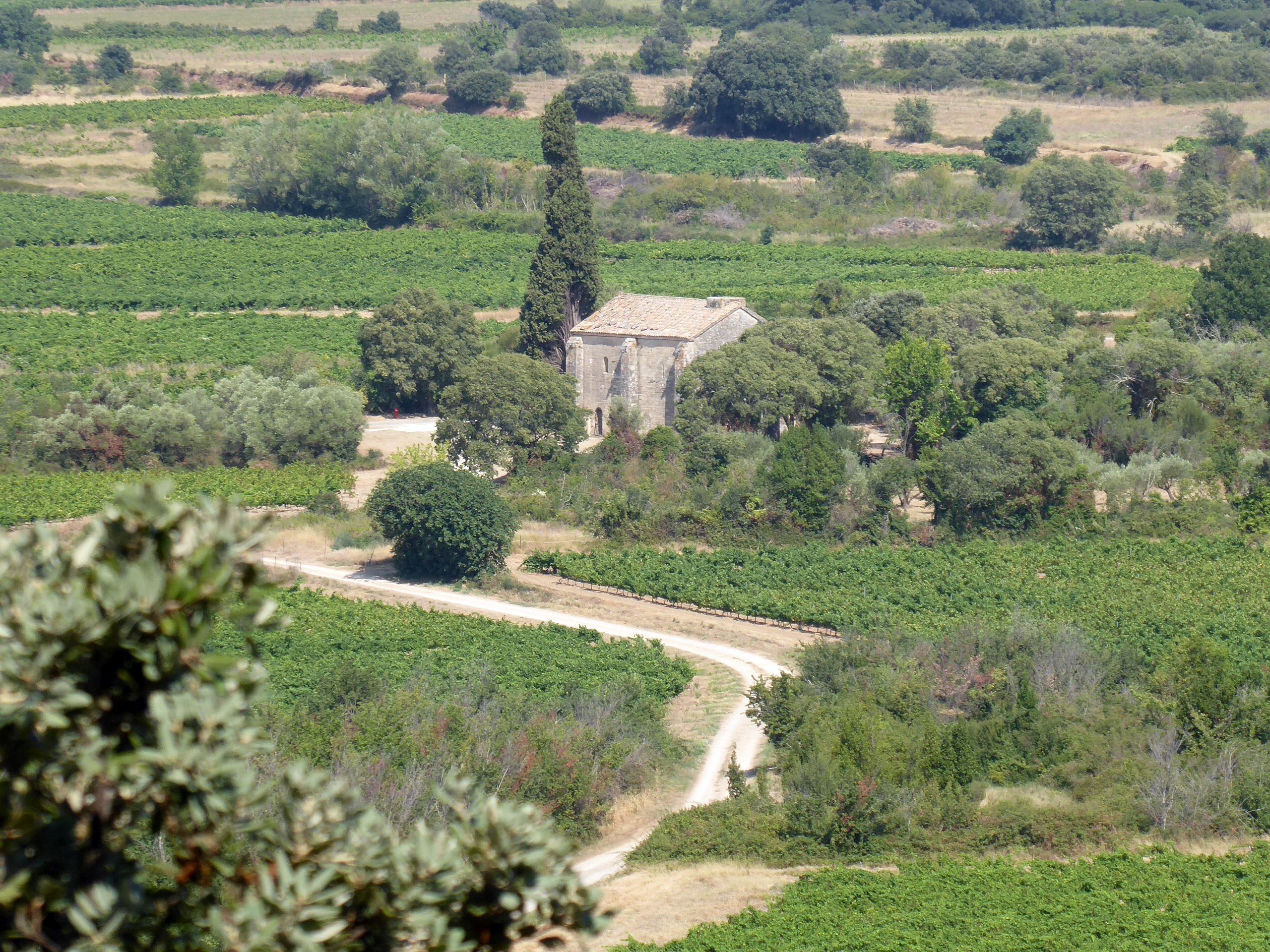
Die Lage der Kapelle im Vorland unterhalb der Stadtbefestigung von Castillon-du-Gard

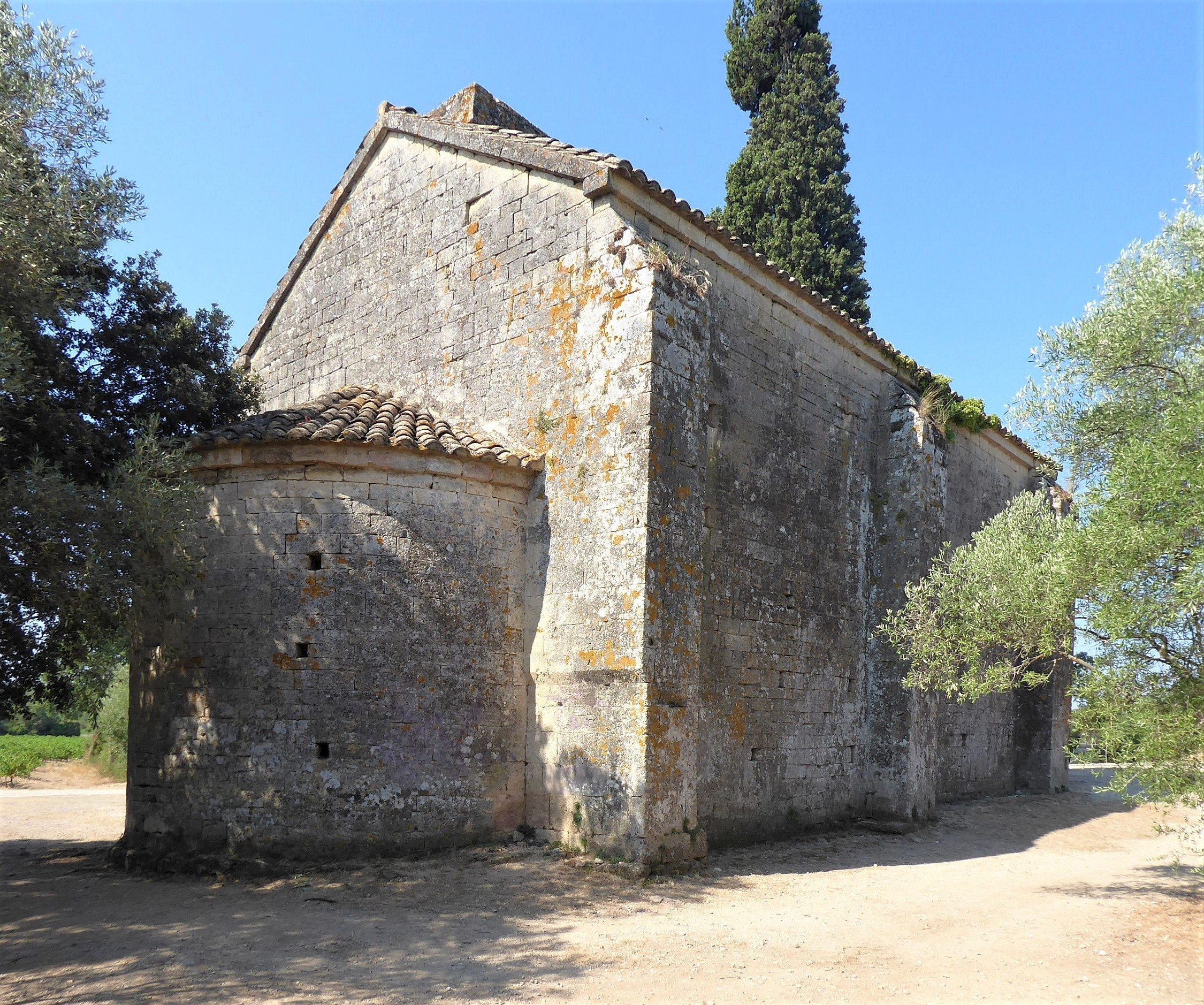
Blick zur Apsis

St-Caprais ist eine profanierte romanische Kapelle in Castillon-du-Gard im französischen Département Gard. Die Kapelle ist seit 1945 als Monument historique eingetragen.

## Beschreibung
Die dem Patrozinium des heiligen Caprasius von Agen unterstellte Kapelle wurde im 12. Jahrhundert errichtet. Eine Urkunde aus dem Jahr 896, in der Louis l’Aveugle das dort befindliche Gotteshaus dem Bischof von Uzès schenkte, belegt einen älteren Vorgängerbau des heutigen romanischen Kapellenbaus. Hier soll sich ein Wallfahrtsort befunden haben, an dem Wunder vollbracht wurden.
Das einschiffige Langhaus des Gotteshauses ist tonnengewölbt und umfasst zwei Joche. Ein Gurtbogen teilt das Gewölbe in der Mitte. Über der Chorwand, die sich zur Apsis im Osten öffnet, befand sich ursprünglich ein Glockengiebel. Die Kapelle wurde 1986 grundlegend renoviert und wird in den Sommermonaten für Konzerte genutzt.